# Хоруонгка

Бассейн Лены

Хоруонгка — река в Якутии, левый приток Лены. Длина реки — 377 км. Площадь водосборного бассейна — 8330 км².
Начинается в озере Биедели на высоте 169 метров над уровнем моря. Течёт на юг до слияния с Улахан-Андылыр-Сяне, потом поворачивает на восток, сохраняя это направление до устья Кустах-Юряге, откуда направляется на северо-восток. Впадает в реку Лена слева на расстоянии 696 км от её устья. Ширина реки около устья — 42 метра, глубина равна 1 метру.
Преобладающая древесная порода бассейна — лиственница.
В бассейне реки обнаружены ископаемые пустынные отложения эолового происхождения, в которых найдены останки степного мамонта

## Притоки
Объекты перечислены по порядку от устья к истоку.
- 10 км: Олонгхо-Сяне
- 12 км: Булгуннях
- 15 км: Уэль-Юрях
- 30 км: Кысыл-Хая-Юряге
- 59 км: Киргинньех
- 71 км: Бурут-Сяне
- 81 км: Тарын-Туоралахтара
- 101 км: Самалдикан
- 147 км: Баты-Конора-Сяне
- 174 км: Миехябил-Сяне
- 187 км: Мундунгда
- 218 км: Мугурдях-Юряге
- 218 км: Мурдах-Сяне
- 227 км: Бестях
- 240 км: Кюкян
- 261 км: Кюндярими
- 274 км: Билилях-Сяне
- 286 км: Холомолоох
- 290 км: Кустах-Юряге
- 338 км: Улахан-Андылыр-Сяне
- 365 км: Кюельлях-Юряге
- 372 км: Ничангда

## Сведения государственного водного реестра
По данным государственного водного реестра России относится к Ленскому бассейновому округу.
Код водного объекта — 18030900112117500008382.